# Listriodon
Listriodon — вимерлий рід свиноподібних тварин, що жили в Євразії в міоцені.

## Опис
Види лістріодонів, як правило, мали невеликі розміри. У морфології вони виявляють багато схожості з пекарі, а не з сучасними свинями.
Лофодонтові зуби Listriodon вказують на те, що він був переважно, якщо не точно, травоїдним. Цікаво, що їхні зуби більше нагадують зуби перисодактилів, наприклад коней, ніж зуби жуйних тварин. Це сталося тому, що на відміну від жуйних тварин (і багато в чому, як і перисодоктилі), у свиней відсутній складний чотирикамерний шлунок, і тому їм доводилося покладатися на зуби, щоб розщеплювати рослинний матеріал.

## Види
Багато видів Listriodon були названі протягом багатьох років, аж до того, що рід став таксоном сміттєвого кошика. Протягом багатьох років багато видів були переведені в нові роди, такі як Kubanochoerus, Bunolistriodon і Lopholistriodon. Було виявлено, що деякі види є синонімами інших, наприклад Listriodon theobaldi та Listriodon pentapotamiae, що представляють різні статі одного виду.
Prothero (2021) перелічує чотири дійсні види:
- Listriodon splendens
- Listriodon pentapotamiae
- Listriodon raetamanensis
- Listriodon bartuensis